# 콜럼바인 고등학교 총기 난사 사건

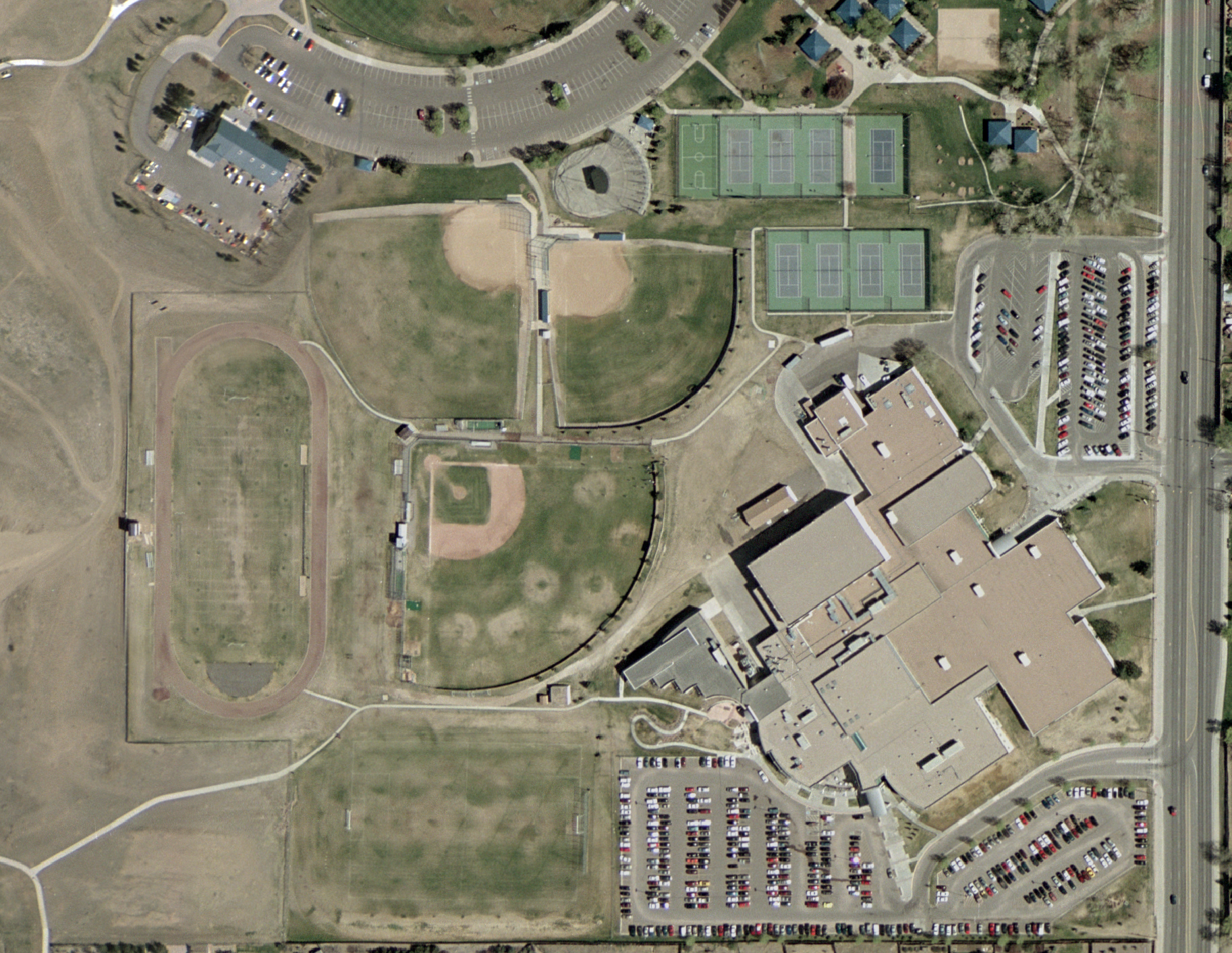
학교사진

콜럼바인 고등학교 총기 난사 사건(Columbine High School Massacre)는 1999년 4월 20일, 미국 콜로라도주에 위치한 콜럼바인 고등학교에서 일어난 총기 난사 사건으로 학교 학생인 에릭 해리스(Eric Harris, 1981년 4월 9일생)와 딜런 클리볼드(Dylan Klebold, 1981년 9월 11일생)에 의해 일어났다. 당시 에릭과 딜런은 12명의 학생과 1명의 교사를 죽였으며 다른 24명의 사람들에게 큰 부상을 입혔다. 두 가해자 자살한 것 까지 모두 포함해서 총 사망자는 15명이다.
경찰에게 체포되기 직전에 둘은 도서관에서 소지하고 있던 총기로 자살하였고 이후 미국 사회의 총기 소지법에 대한 논란을 불러 일으켰다. 뿐만 아니라 미국 사회에서 학생들 간의 집단 괴롭힘, 각종 폭력적인 영화, 음악, 게임에 대해 집중 조명하게 되는 계기가 되었다.

## 사이트 개설
1996년, 해리스는 아메리카 온라인(AOL)을 이용해 개인 홈페이지를 개설하였다. 처음에는 문제없는 내용이었지만, 자신들이 총을 쏘는 동영상이나 폭탄제조법을 올리기 시작하였다. 결국 이후 AOL이 사이트를 삭제하였다.
예전부터 해리스가 위험한 존재라고 판단한 브라운의 어머니는 제퍼슨 카운티 보안관 사무실에 해리스에 대한 민원을 여러 차례 제기하였는데, 딜런은 해리스의 옛 친구 브룩스 브라운에게 사이트 주소를 알려 주었고, 그를 본 브룩스 브라운의 부모는 보안관 사무실을 찾았다. 사이트는 브룩스에 대한 살해 협박 내용을 포함하고 있었다. 마이클 게라 형사는 사이트에 들어가 브룩스 뿐만이 아닌 에릭과 딜런이 다니는 콜럼바인 고등학교의 학생들과 선생들에 대한 위협적인 내용들을 발견했다. 또한 사회를 향한 분노와 살해 욕구에 대한 내용도 발견되었다.

## 같이 보기
- 《볼링 포 콜럼바인》- 해당 사건을 다룬 마이클 무어 감독의 다큐멘터리
- 버지니아 공대 총기 난사 사건